# 마루야마니시촌
마루야마니시촌(円山西村)은 후쿠이현 요시다군에 있던 촌이다. 현재의 후쿠이시에 해당한다.

## 역사
- 1889년 4월 1일 - 정촌제 시행에 의해 요시다군 마루야마히가시촌이 성립하였다.
- 1951년 4월 1일 - 후쿠이시에 편입되었다.

## 교통

### 철도
- 게이후쿠 전기 철도
  - 에치젠 본선 (현 에치젠 철도 카쓰야마에이헤이지선
  - 아시하라선 (현 에치젠 철도 미쿠니아시하라선

### 도로
- 국도 제8호선

## 참고문헌
- 角川日本地名大辞典 18 福井県